# Regola Feudale
La Regola Feudale, o Regola Feudale di Predazzo, è un ente di proprietà collettiva, una vicinia, che risale al 1447. Viene considerata una società privata di vicini che esercitano il loro diritto come comproprietari. Una sentenza del 24 dicembre 1988 conferma questa interpretazione.

## Storia

### Premesse sull'area geografica di Predazzo
Per molto tempo la zona dove sorge l'abitato di Predazzo (in Trentino) fu relativamente poco abitato e isolato, per la sua posizione geografica. Inoltre il fondovalle rimase a lungo soggetto ad alluvioni frequenti a causa della confluenza dell'Avisio e del Travignolo. Geologicamente tutta l'area è molto interessante e complessa. La sua genesi risale ad almeno 200 milioni di anni fa quando vi collassò l'allora vulcano di Predazzo, ed in seguito ebbero luogo fenomeni di sollevamento ed abbassamento della crosta terrestre, con erosione superficiale prodotta dai corsi d'acqua ed azione dei ghiacciai, che raggiunsero nella val di Fiemme oltre 1000 metri di spessore.

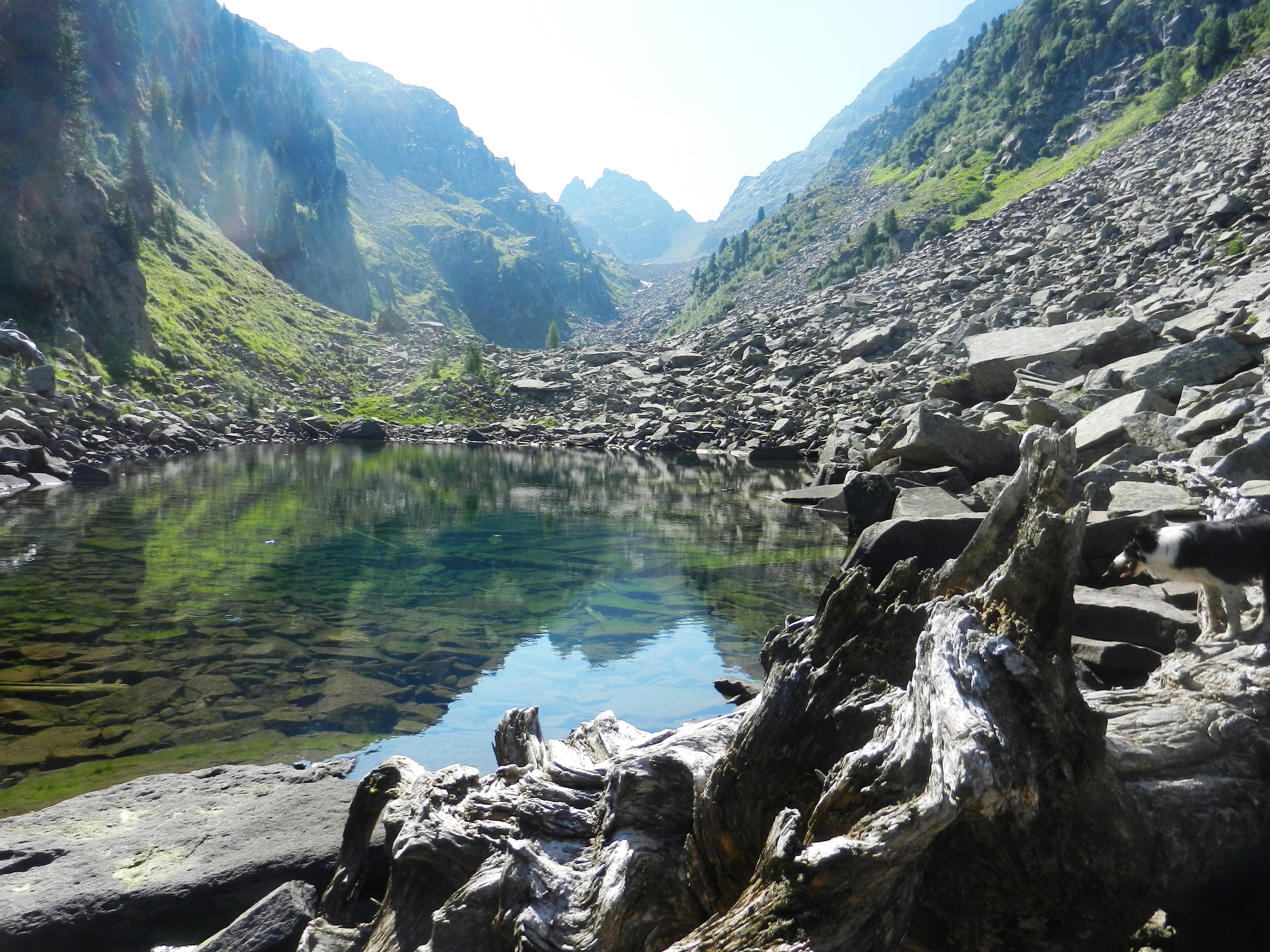
Lago sui monti di Predazzo

Questa situazione portò ad una estrema ricchezza e varietà di ambienti, popolata da molte specie animali e vegetali, ma allo stesso tempo ne determinò un ritardo nella colonizzazione (rispetto alle zone vicine di Tesero e Cavalese) ed una conseguente povertà economica che segnò a lungo il territorio.
Certamente vi furono insediamenti stabili e non solo stagionali sia in età preistorica che nel periodo romano, tuttavia mentre il resto della val di Fiemme si andava popolando, a Predazzo e sui monti che lo circondano si hanno testimonianze certe solo di fienili di bassa montagna e di baite di alta montagna a partire dall'anno mille.

### I dodici masi e il ponte de la Costa
Esiste una leggenda che riguarda dodici mitici masi che sarebbero stati il primo nucleo dell'abitato di Predazzo, ma il numero è troppo significativo per essere realistico, e sembra molto più probabile che tutto abbia origine da semplici case di pastori ed agricoltori che lentamente sarebbero aumentate. Di certo attorno al XVI secolo le abitazioni erano attorno alla trentina, e secondo vari studiosi (Vanzetta, Delvai ed altri) è altrettanta certa l'origine anomala del nucleo abitativo, diversa dagli altri centri fiemmesi, provata anche da forme dialettali con radici diverse.
Predazzo per molto tempo non ebbe alcun Regolano (un rappresentante per ogni Regola riconosciuta) all'interno della Comunità anche se i suoi abitanti erano Vicini, ed espressero almeno sei Scari (ruolo equivalente a quello di presidente della Comunità).

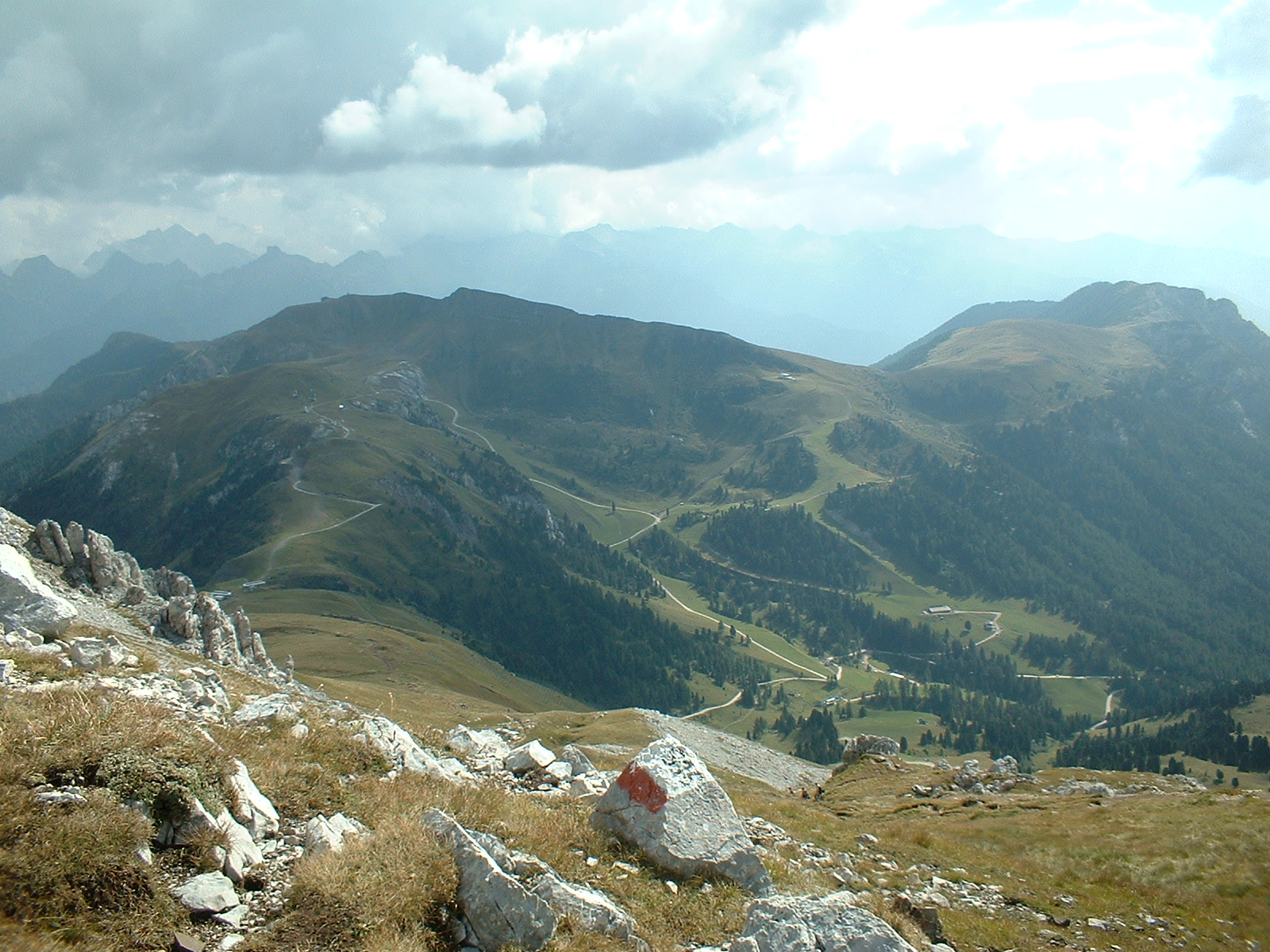
Passo Feudo

I predazzani quindi per un lungo periodo non ebbero molti privilegi dei quali godevano gli altri fiemmesi, come quelli legati al pascolo o alla fienagione, con la sola eccezione del monte Feudo, proprietà del Principe Vescovo al quale erano ammessi per concessione antica e dalla quale gli altri Vicini della Comunità erano esclusi.
Nell'anno 1111 vennero firmati i Patti Gebardini tra il vescovo Gebardo di Trento e la Magnifica Comunità di Fiemme, e nel documento citato compare per la prima volta un confine a nord-est per questa Comunità, localizzata nel ponte de la Costa. Questo luogo preciso non è possibile determinarlo in modo certo, ma sui confini tra Comunità e Regola esiste un documento successivo, datato 1234, cioè di oltre un secolo dopo, che richiama in modo esplicito il Regolano di Predazzo, indicato nella persona di Canelinus de la Costa de Pradacio.
Tale atto quindi precede l'investitura ufficiale e riconosciuta del diritto di feudo di Predazzo, e dimostra che esisteva da tempo una concessione vescovile riguardante la zona di Predazzo, che iniziò così a diventare autonomo dalla Comunità di Fiemme. Dalla fine del XIII secolo inoltre il nome di Predazzo iniziò a sostituire ogni altro tipo di riferimento geografico per queste zone.

### Predazzo e la Magnifica Comunità di Fiemme

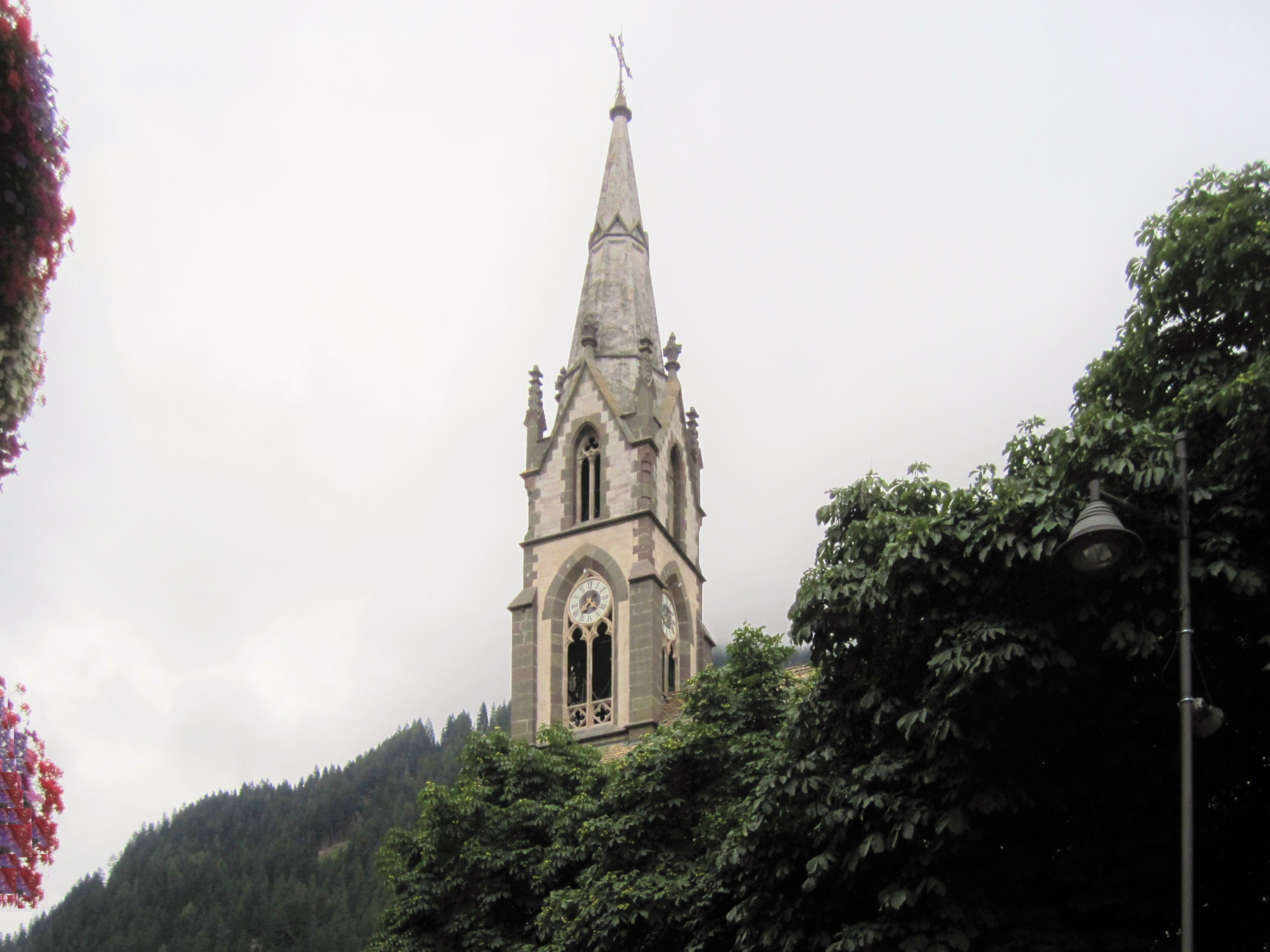
Campanile della chiesa arcipretale dei santi Filippo e Giacomo

Predazzo e Moena non figurarono in quel periodo tra i centri della Comunità (Moena non vi rientrò mai e Predazzo vi fu inserito solo nel 1674). Le motivazioni potrebbero essere diverse, non ultima la lenta crescita di questi centri allora minori, con la conseguenza che la consacrazione della prima chiesa di Predazzo avvenne solo all'inizio del XIII secolo, ultima di tutta la valle.
Riguardo alla chiesa dei Santi Filippo e Giacomo c'è poi un piccolo mistero. Il primo edificio fu dedicato a san Giacomo maggiore, festeggiato il 25 luglio, ed in seguito, quando fu ricostruito nel XIX secolo, venne dedicato (forse per uno scambio involontario) a san Giacomo minore e a san Filippo, mantenendo tuttavia il giorno del patrono inalterato.
Sempre nel XIII secolo un documento riporta tra le realtà confinanti col territorio della Comunità, a oriente, "illi de Pradaco...", cioè "quelli di Predazzo". All'inizio del secolo successivo il Vescovo di Trento, constatata la povertà di Predazzo, impose a Tesero, Cavalese e Trodena di corrispondere in sua vece una certa quota di tributi. Continuò contemporaneamente anche l'ampliamento del diritto di sfruttamento dei pascoli e delle aree boschive di Predazzo, inserendo nelle sue competenze la zona di Daiano, che divenne di fatto un suo quartiere, il primo.

### Il diritto di feudo
Il primo documento storico ufficiale ed esplicito che riguardò la Regola venne stilato il 13 ottobre 1447 dal principe vescovo di Trento Georg Hack von Themeswald e venne indirizzato ai contadini di Predazzo. Gli abitanti del monte Vardabio in val di Fiemme furono investiti del diritto di feudo, come era già avvenuto in condizioni simili in epoche precedenti ai loro antenati. Questo atto ufficiale fu tardivo per certi versi, essendosi la situazione definita in tal senso da molto tempo (come già visto) ed essendo di fatto un rinnovo di antiche concessioni.
In quel momento Predazzo aveva raggiunto i mille abitanti ed in un'assemblea della Magnifica Comunità, attorno al 1500, erano presenti ufficialmente due Regolani di Predazzo. In quel periodo, secondo un documento notarile stilato in tedesco, i fuochi, o famiglie, che rientrano nella Regola di Predazzo sono 34, e le loro condizioni economiche sono in larga maggioranza (quasi l'80%) definibili povere o misere. In tutto gli abitanti, i vicini, sembrano superare di poco le 200 unità.

### Povertà, superstizione e processi alle streghe
Un discorso a parte, sempre tuttavia legato alle misere condizioni economiche nelle quali versavano moltissimi vicini e, in genere, tutti gli abitanti della val di Fiemme (e non solo) in quei primi anni del XVI secolo, merita il tema della stregoneria e dei processi alle streghe.
In un processo contro Giovanni Dalle Piatte del 1501 viene registrato come giurato, ad esempio, uno scario di Predazzo. Quel processo poi coinvolse altre persone in processi successivi che arrivarono sino al 1505, pure loro accusate di stregoneria e per lo più donne. Ottilia di Vallonga e Dorotea Zena di Predazzo furono accusate di essere streghe, furono torturate, confessarono o negarono ma in ogni caso non ottennero giustizia. La prima venne arsa viva sul rogo con altre quattro sventurate come lei, la seconda morì in carcere, essendo ormai anziana.

## Fondazione della Regola e definizione del suo territorio
Il territorio della Regola venne descritto in modo ufficiale una prima volta nell'anno 1436 durante un contenzioso che vide su posizioni opposte la Magnifica Comunità di Fiemme ed alcuni feudatari di Predazzo. In quell'occasione il vescovo e duca Alessandro di Masovia definì i confini: "dalla Valsorda all'Avisio sino a Trezzena".
Nel 1447 (il 13 ottobre) vi fu l'atto di investitura da parte del vescovo Georg Hack von Themeswald riguardante i territori prima menzionati, con riferimenti al monte Feudo.
Ancora nel 1667 vi fu un nuovo contenzioso con la Comunità di Fiemme e vennero riconfermati i confini territoriali della Regola con maggior precisione. I Vicini della Regola di Predazzo avevano il pieno diritto di utilizzare il monte Vardabe, partendo dalla Valsorda arrivando al monte di Pedenzana ed al fiume Avisio.

## Istituzione della Regola
Un anno importante, dopo quello dell'investitura, fu quello dell'istituzione della Regola, che avvenne nel 1608, nel mese di febbraio. Fu il momento nel quale vennero approvati i capitoli che definivano la Regola, e che riguardavano vari aspetti della vita nella comunità. Si sanciva il diritto esclusivo dei Vicini di godere della possibilità di far pascolare, raccogliere legna o sfruttare nei modi previsti il territorio assegnato. Venivano definiti gli obblighi, anche legati al periodo dell'anno, dei lavori da svolgere e le pene pecuniarie nel caso di inadempienza. Si faceva obbligo di curare i beni assegnati, si concedeva, al bisogno, di dormire in luoghi non di abitazione usuale, si formalizzava il modo di condurre al pascolo il bestiame, di curare il bosco e così via.

## Liberazione dai vincoli feudali
L'arrivo delle truppe napoleoniche portò modifiche amministrative e politiche e attorno al 1806, assieme all'intero Tirolo, la valle di Fiemme entrò nei domini del regno di Baviera. Seguì la sollevazione di Andreas Hofer che si opponeva ai bavaresi e nel 1810 la regione divenne parte del Regno d'Italia napoleonico. Nel 1814 infine, e per oltre un secolo, la valle divenne parte dell'impero austriaco. Secondo la nuova legislazione di riferimento fu necessario per le concessioni feudali, quindi anche alla Regola di Predazzo, richiedere una nuova investitura e pagare le quote dovute per tale privilegio.
Una sentenza aveva già evitato, attorno al 1806, che la Regola venisse sciolta e confluisse nel comune di Predazzo, e verso la metà del secolo nuove leggi emanate da Francesco Giuseppe resero possibile, dietro versamento di adeguati indennizzi, la liberazione da ogni vincolo feudale economico e giuridico. Alcuni anni dopo si risolsero pure le questioni sul diritto di pascolo che vedevano contrapposti la Regola ed il comune.

## Organizzazione

### Ruoli e terminologia
- La Regola è un ente di proprietà collettiva, privata, ed i proprietari sono le varie famiglie (Fuochi) che storicamente ne hanno per successione maschile il diritto.
- Il Fuoco, o famiglia, è l'organizzazione sociale minima, con un capofamiglia maschio.
- Il Regolano (carica elettiva se in ruolo ufficiale di rappresentanza) è un esponente della Regola ed è eletto all'interno del Consiglio di regola che è composto da 9 consiglieri votati dall'assemblea di tutti i vicini; presiede le riunioni del Consiglio di Regola e rappresenta la Regola Feudale in altri incontri nei quali la stessa sia in qualche modo riconosciuta.
- I Vicini sono gli abitanti che appartengono alle numerose famiglie storiche, suddivisi in un numero inferiore di cognomi, che partecipano alle decisioni comunitarie e ricevono gli utili (regalie) derivanti dal possesso condiviso di aree a pascolo, coltivate e boschive.
- Il Regolano (carica elettiva) presiede la Regola, e ricopre un ruolo equivalente a quello di un presidente di assemblea.[14]
- La Regalia è la quota distribuita ogni anno ai Vicini e che deriva dall'utile realizzato dalla Regola per la vendita di legname o da altre rendite della proprietà collettiva.[15]

### Cognomi storici degli attuali vicini
Nel corso del 2018 venne ritinteggiata la Casa della Regola ed in quell'occasione si decise di riportare sulla facciata dell'edificio, sino a quel momento relativamente anonimo, sia lo stemma dell'ente Regola Feudale sia gli stemmi dei 19 cognomi storici degli attuali Vicini, appartenenti a molte famiglie. Per recuperare questi simboli furono effettuate ricerche sia nelle memorie conservate dalle singole famiglie sia in archivi e biblioteche pubbliche, in Trentino, in Alto Adige ed in Tirolo.
In qualche caso fu trovata documentazione utile anche al Ferdinandeum di Innsbruck.

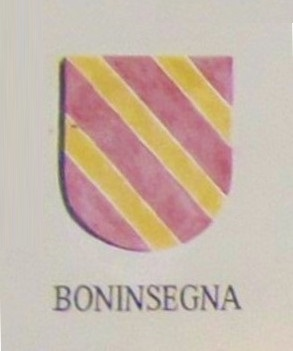
Boninsegna

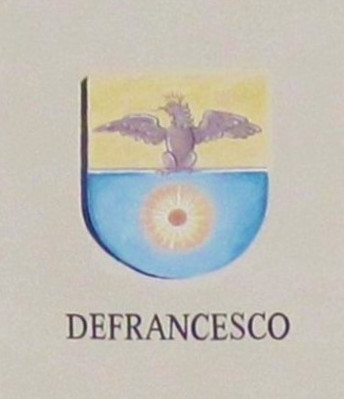
Defrancesco

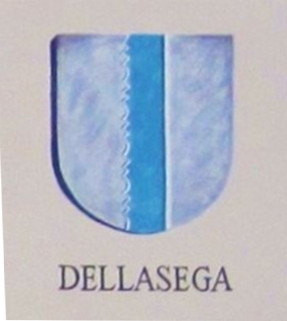
Dellasega

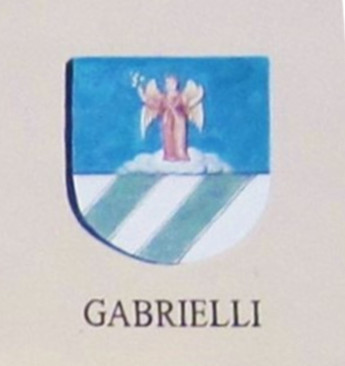
Gabrielli

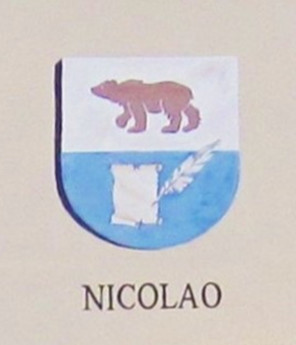
Nicolao

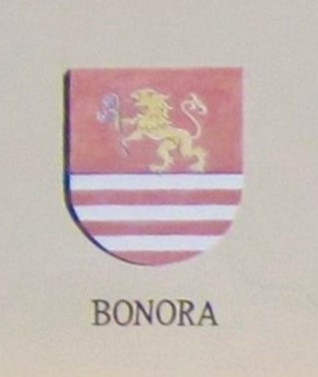
Bonora

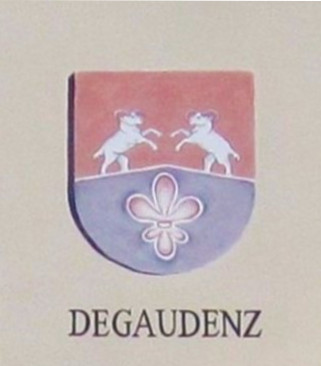
Degaudenz

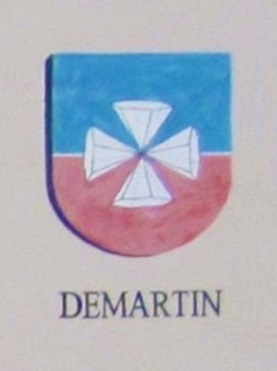
Demartin

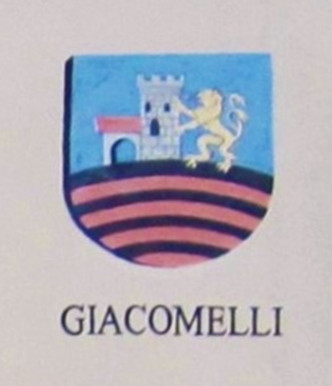
Giacomelli

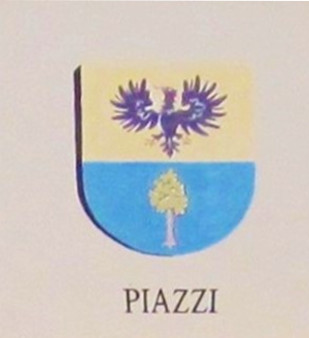
Piazzi

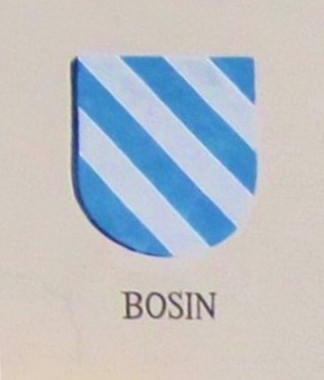
Bosin

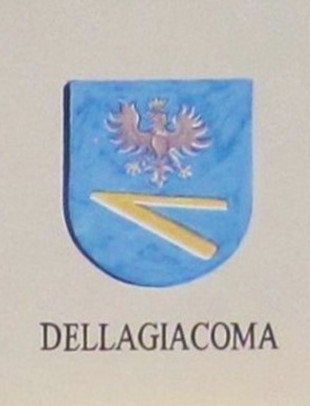
Dellagiacoma

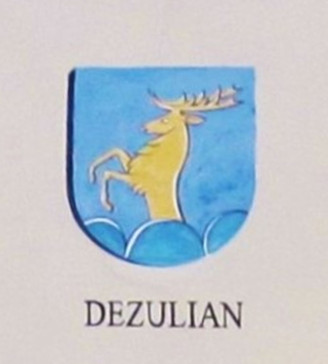
Dezulian

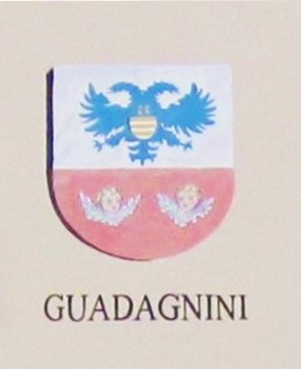
Guadagnini

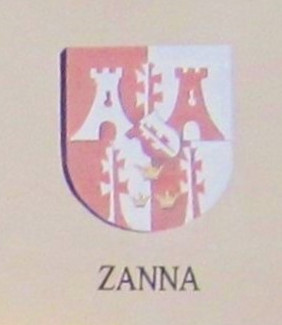
Zanna

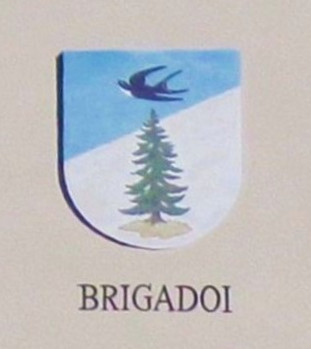
Brigadoi

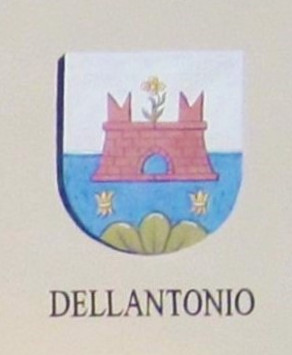
Dellantonio

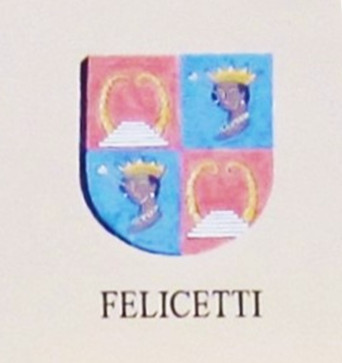
Felicetti

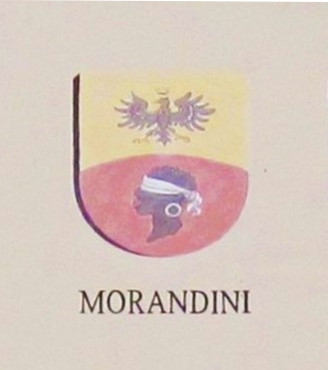
Morandini

Stemmi dei cognomi

## Regole e Magnifiche Comunità in Trentino
La Regola Feudale di Predazzo non è l'unica istituzione di proprietà collettiva, cioè l'unica vicinia, in Trentino. Questa organizzazione che si è originata ed è stata definita nella sua natura solitamente in periodo medievale è presente con forme più o meno sovrapponibili in molti centri della Provincia autonoma di Trento.
Regole si trovano ad esempio, oltre che a Predazzo, anche a Cavareno, con la Charta della Regola, a Ragoli, con la Comunità delle Regole di Spinale e Manez e ad Andalo, con la Carta di regola di Andalo.
Magnifiche Comunità sono presenti in val di Fiemme (sede a Cavalese), con la Magnifica Comunità di Fiemme e a Folgaria, con la Magnifica Comunità di Folgaria. Esisteva, sino al 1875, anche la Magnifica Comunità Pinetana.